# Сорокин, Владислав
Владислав Сорокин (латыш. Vladislavs Sorokins; род. 10 мая 1997, Рига) — латвийский футболист, левый защитник клуба «Лиепая» и сборной Латвии.

## Биография

### Клубная карьера
Воспитанник юношеских команд рижского «Сконто». В 2013 году сыграл дебютный матч за основной состав клуба в Кубке Латвии. В высшей лиге Латвии дебютировал 11 мая 2015 года в матче против «Даугавпилса», заменив на 76-й минуте Игоря Козлова. В 2015 году со своим клубом стал серебряным призёром чемпионата Латвии. Летом 2015 года провёл свои дебютные матчи в еврокубках и отличился голом в ворота ирландского «Сент-Патрикс Атлетик». Однако по окончании сезона «Сконто» лишился профессионального статуса и футболист покинул клуб.
В первой половине 2016 года выступал за «Елгаву», клуб в итоге стал серебряным призёром чемпионата страны и обладателем Кубка Латвии 2015/16. В июле 2016 года футболист перешёл в РФС, в этом клубе провёл более 100 матчей в высшей лиге, становился серебряным (2019, 2020) и бронзовым призёром чемпионата страны, обладателем Кубка Латвии (2019).

### Карьера в сборной
Выступал за сборные Латвии всех возрастов, начиная с 16 лет.
В национальной сборной Латвии дебютировал 11 ноября 2020 года в товарищеском матче против Сан-Марино (3:0), провёл на поле все 90 минут. По состоянию на апрель 2021 года эта игра остаётся для него единственной.

## Достижения
- Серебряный призёр чемпионата Латвии: 2015, 2019, 2020
- Бронзовый призёр чемпионата Латвии: 2018
- Обладатель Кубка Латвии: 2016, 2019